# 中国共产党湘潭市委员会
中国共产党湘潭市委员会（简称中共湘潭市委）是中国共产党在湖南省湘潭市的领导机关。

## 职责
根据《中国共产党地方委员会工作条例》，中国共产党地方委员会主要实行政治、思想和组织领导，承担下列职能：
1. 对本地区重大问题作出决策。
2. 通过法定程序使党组织的主张成为地方性法规、地方政府规章或者其他政令。
3. 加强对本地区宣传思想文化工作的领导，牢牢掌握意识形态工作领导权、话语权。
4. 按照干部管理权限任免和管理干部，向地方国家机关、政协组织、人民团体、国有企事业单位等推荐重要干部。
5. 支持和保证人大、政府、政协、法院、检察院、人民团体等依法依章程独立负责、协调一致地开展工作，发挥这些组织中党组的领导核心作用。
6. 加强对本地区群团工作和统一战线工作的领导。
7. 动员、组织所属党组织和广大党员，团结带领群众实现党的目标任务。

## 历任书记

### 湘潭地区
| 届次 | 姓名   | 就任日期   | 卸任日期   | 备注           |
| ---- | ------ | ---------- | ---------- | -------------- |
| 1    | 武光   | 1949年11月 | 1951年8月  |                |
| 2    | 宋惠   | 1951年8月  | 1952年10月 |                |
| 3    | 胡继宗 | 1952年10月 | 1954年10月 | 第一书记       |
| 4    | 华国锋 | 1961年5月  | 1962年10月 | 第一书记       |
| 5    | 胡耀邦 | 1962年10月 | 1964年7月  | 第一书记       |
| 6    | 李哲   | 1964年8月  | 1968年9月  |                |
| 7    | 巫海清 | 1969年11月 | 1971年5月  | 革命委员会组长 |
| 8    | 巫海清 | 1971年6月  | 1973年5月  | 第一书记       |
| 9    | 孔安民 | 1973年5月  | 1974年1月  |                |
| 10   | 齐寿良 | 1974年1月  | 1975年11月 | 第一书记       |
| 11   | 孔安民 | 1975年11月 | 1977年9月  |                |
| 12   | 王连福 | 1977年9月  | 1983年6月  |                |

### 湘潭市
| 届次 | 姓名   | 就任日期   | 卸任日期   | 备注  |
| ---- | ------ | ---------- | ---------- | ----- |
| 1    | 吴若虚 | 1983年6月  | 1985年6月  |       |
| 2    | 郑培民 | 1985年6月  | 1990年5月  |       |
| 3    | 曹伯纯 | 1990年5月  | 1991年5月  |       |
| 4    | 范多富 | 1991年5月  | 1995年8月  |       |
| 5    | 陈叔红 | 1995年8月  | 1997年3月  |       |
| 6    | 卞翠屏 | 1997年3月  | 2003年2月  |       |
| 7    | 陈润儿 | 2003年2月  | 2006年11月 |       |
| 8    | 彭宪法 | 2006年12月 | 2010年1月  |       |
| 9    | 陈三新 | 2010年1月  | 2016年3月  |       |
| 10   | 曹炯芳 | 2016年3月  | 2021年7月  |       |
| 11   | 张迎春 | 2021年7月  | 2022年3月  | [ 2 ] |
| 12   | 刘志仁 | 2022年3月  | 2024年8月  | [ 3 ] |
| 13   | 胡贺波 | 2024年8月  |            |       |